# Flecha Valona de 2022
A 86.ª edição da clássica ciclista Flecha Valona foi uma corrida na Bélgica que se celebrou a 20 de abril de 2022 com início na cidade de Blegny situada em Valônia, na província de Hainaut, e final no município de Huy sobre um percurso de 202,1 quilómetros.
A corrida, além de ser a segunda clássica das Ardenas, faz parte do UCI WorldTour de 2022, sendo a décimo sexta corrida de dito circuito do calendário ciclístico de máximo nível mundial. O vencedor foi o belga Dylan Teuns do Bahrain Victorious e esteve acompanhado no pódio pelo espanhol Alejandro Valverde do Movistar e o russo Aleksandr Vlasov do Bora-Hansgrohe.

## Percorrido
| Cotas da corrida |                            |                 |                |            |
| Número           | Nome                       | Comprimento (m) | Pendente média | Quilómetro |
| ---------------- | -------------------------- | --------------- | -------------- | ---------- |
| 1                | Côte de Yvoir              | 2100            | 6 %            | 51,5       |
| 2                | Côte de Thon               | 1200            | 6,9 %          | 85,7       |
| 3                | Côte de Groynne            | 2100            | 5 %            | 94,9       |
| 4                | Côte de Haut-Bois          | 1200            | 7,9 %          | 100,4      |
| 5                | Côte de Gives              | 1400            | 7,7 %          | 114,7      |
| 6                | Muro de Huy (1.ª passo)    | 1300            | 10,2 %         | 130        |
| 7                | Côte d'Ereffe              | 2200            | 5,6 %          | 142,7      |
| 8                | Côte du chemin des Gueuses | 1900            | 6,5 %          | 152,2      |
| 9                | Muro de Huy (2.ª passo)    | 1300            | 9,7 %          | 161,8      |
| 10               | Côte d'Ereffe              | 2100            | 5,6 %          | 174,4      |
| 11               | Côte du chemin des Gueuses | 1900            | 6,7 %          | 183,9      |
| 12               | Muro de Huy (3.ª passo)    | 1300            | 9,7 %          | 193,6      |

## Equipas participantes
Tomaram parte na corrida 25 equipas: 18 de categoria UCI WorldTeam e 7 de categoria UCI ProTeam. Formaram assim um pelotão de 175 ciclistas dos que acabaram 140. As equipas participantes foram:
| Equipes WorldTeam (18)- AG2R Citroën Team - Astana Qazaqstan Team - Bahrain Victorious - Bora-Hansgrohe - Cofidis - EF Education-EasyPost - Groupama-FDJ - Ineos Grenadiers - Intermarché-Wanty-Gobert Matériaux - Israel-Premier Tech - Jumbo-Visma - Lotto-Soudal - Movistar Team - Quick-Step Alpha Vinyl - BikeExchange-Jayco - Team DSM - Trek-Segafredo - UAE Team Emirates Equipes ProTeam (7)- Alpecin-Fenix - Arkéa-Samsic - B&B Hotels-KTM - Bingoal Pauwels Sauces WB - TotalEnergies - Sport Vlaanderen-Baloise - Uno-X Pro Cycling Team |
| |

## Classificação final
- A classificação finalizou da seguinte forma:[2]

### Classificação geral
| \| Classificação geral \| Classificação geral \| Classificação geral \| Classificação geral \| Classificação geral \| \| Ciclista \| Ciclista \| Equipe \| Tempo \| \| \| ------------------- \| -------------------------- \| ---------------------------------- \| ------------------- \| ------------------- \| \| 1. \| Dylan Teuns \| Bahrain Victorious \| 4h42m12s \| \| \| 2. \| Alejandro Valverde \| Movistar Team \| + 2s \| \| \| 3. \| Aleksandr Vlasov \| Bora-Hansgrohe \| + 2s \| \| \| 4. \| Julian Alaphilippe \| Quick-Step Alpha Vinyl \| + 5s \| \| \| 5. \| Daniel Felipe Martínez \| Ineos Grenadiers \| + 7s \| \| \| 6. \| Michael Woods \| Israel-Premier Tech \| + 7s \| \| \| 7. \| Ruben Guerreiro \| EF Education-EasyPost \| + 7s \| \| \| 8. \| Rudy Molard \| Groupama-FDJ \| + 7s \| \| \| 9. \| Warren Barguil \| Arkéa-Samsic \| + 7s \| \| \| 10. \| Alexis Vuillermoz \| TotalEnergies \| + 7s \| \| \| 11. \| Tiesj Benoot \| Jumbo-Visma \| + 7s \| \| \| 12. \| Tadej Pogačar \| UAE Team Emirates \| + 7s \| \| \| 13. \| Benoît Cosnefroy \| AG2R Citroën Team \| + 7s \| \| \| 14. \| Nick Schultz \| BikeExchange-Jayco \| + 7s \| \| \| 15. \| Domenico Pozzovivo \| Intermarché-Wanty-Gobert Matériaux \| + 7s \| \| \| 16. \| Jesús Herrada \| Cofidis \| + 15s \| \| \| 17. \| Quentin Pacher \| Groupama-FDJ \| + 17s \| \| \| 18. \| Mattias Skjelmose \| Trek-Segafredo \| + 21s \| \| \| 19. \| Neilson Powless \| EF Education-EasyPost \| + 24s \| \| \| 20. \| Tobias Halland Johannessen \| Uno-X Pro Cycling Team \| + 24s \| \| |                            |                                    |          |
| |                            |                                    |          |
| Fonte: ProCyclingStats |                            |                                    |          |
| Classificação geral |                            |                                    |          |
| Ciclista | Ciclista                   | Equipe                             | Tempo    |
| 1. | Dylan Teuns                | Bahrain Victorious                 | 4h42m12s |
| 2. | Alejandro Valverde         | Movistar Team                      | + 2s     |
| 3. | Aleksandr Vlasov           | Bora-Hansgrohe                     | + 2s     |
| 4. | Julian Alaphilippe         | Quick-Step Alpha Vinyl             | + 5s     |
| 5. | Daniel Felipe Martínez     | Ineos Grenadiers                   | + 7s     |
| 6. | Michael Woods              | Israel-Premier Tech                | + 7s     |
| 7. | Ruben Guerreiro            | EF Education-EasyPost              | + 7s     |
| 8. | Rudy Molard                | Groupama-FDJ                       | + 7s     |
| 9. | Warren Barguil             | Arkéa-Samsic                       | + 7s     |
| 10. | Alexis Vuillermoz          | TotalEnergies                      | + 7s     |
| 11. | Tiesj Benoot               | Jumbo-Visma                        | + 7s     |
| 12. | Tadej Pogačar              | UAE Team Emirates                  | + 7s     |
| 13. | Benoît Cosnefroy           | AG2R Citroën Team                  | + 7s     |
| 14. | Nick Schultz               | BikeExchange-Jayco                 | + 7s     |
| 15. | Domenico Pozzovivo         | Intermarché-Wanty-Gobert Matériaux | + 7s     |
| 16. | Jesús Herrada              | Cofidis                            | + 15s    |
| 17. | Quentin Pacher             | Groupama-FDJ                       | + 17s    |
| 18. | Mattias Skjelmose          | Trek-Segafredo                     | + 21s    |
| 19. | Neilson Powless            | EF Education-EasyPost              | + 24s    |
| 20. | Tobias Halland Johannessen | Uno-X Pro Cycling Team             | + 24s    |

## Ciclistas participantes e posições finais
| Quick-Step Alpha Vinyl QST | Quick-Step Alpha Vinyl QST         | Quick-Step Alpha Vinyl QST |
| -------------------------- | ---------------------------------- | -------------------------- |
| Num                        | Ciclista                           | Pos                        |
| 1                          | Julian Alaphilippe (FRA) (estrada) | 4.                         |
| 2                          | Remco Evenepoel (BEL)              | 43.                        |
| 3                          | Pieter Serry (BEL)                 | DNF                        |
| 4                          | Mauri Vansevenant (BEL)            | 64.                        |
| 5                          | Stan Van Tricht (BEL)              | DNF                        |
| 6                          | Ilan Van Wilder (BEL)              | 80.                        |
| 7                          | Louis Vervaeke (BEL)               | 104.                       |

| Jumbo-Visma TJV | Jumbo-Visma TJV        | Jumbo-Visma TJV |
| --------------- | ---------------------- | --------------- |
| Num             | Ciclista               | Pos             |
| 11              | Jonas Vingegaard (DEN) | DNF             |
| 12              | Tiesj Benoot (BEL)     | 11.             |
| 13              | Pascal Eenkhoorn (NED) | 111.            |
| 14              | Robert Gesink (NED)    | 58.             |
| 15              | Michel Hessmann (GER)  | 134.            |
| 16              | Gijs Leemreize (NED)   | 52.             |
| 17              | Jos van Emden (NED)    | 112.            |

| Movistar Team MOV | Movistar Team MOV        | Movistar Team MOV |
| ----------------- | ------------------------ | ----------------- |
| Num               | Ciclista                 | Pos               |
| 21                | Alejandro Valverde (ESP) | 2.                |
| 22                | Gorka Izagirre (ESP)     | 62.               |
| 23                | Oier Lazkano (ESP)       | DNF               |
| 24                | Lluís Mas (ESP)          | 86.               |
| 25                | Enric Mas (ESP)          | 33.               |
| 26                | Gregor Mühlberger (AUT)  | 105.              |
| 27                | Carlos Verona (ESP)      | 57.               |

| Israel-Premier Tech IPT | Israel-Premier Tech IPT          | Israel-Premier Tech IPT |
| ----------------------- | -------------------------------- | ----------------------- |
| Num                     | Ciclista                         | Pos                     |
| 31                      | Michael Woods (CAN)              | 6.                      |
| 32                      | Jenthe Biermans (BEL)            | DNF                     |
| 33                      | Guillaume Boivin (CAN) (estrada) | DNF                     |
| 34                      | Jakob Fuglsang (DEN)             | 53.                     |
| 35                      | Reto Hollenstein (SUI)           | 119.                    |
| 36                      | Hugo Houle (CAN)                 | 54.                     |
| 37                      | Daryl Impey (RSA)                | 113.                    |

| Arkéa-Samsic ARK | Arkéa-Samsic ARK        | Arkéa-Samsic ARK |
| ---------------- | ----------------------- | ---------------- |
| Num              | Ciclista                | Pos              |
| 41               | Warren Barguil (FRA)    | 9.               |
| 42               | Winner Anacona (COL)    | 85.              |
| 43               | Anthony Delaplace (FRA) | 66.              |
| 44               | Élie Gesbert (FRA)      | 47.              |
| 45               | Simon Guglielmi (FRA)   | 106.             |
| 46               | Łukasz Owsian (POL)     | 83.              |
| 47               | Alan Riou (FRA)         | DNF              |

| UAE Team Emirates UAD | UAE Team Emirates UAD      | UAE Team Emirates UAD |
| --------------------- | -------------------------- | --------------------- |
| Num                   | Ciclista                   | Pos                   |
| 51                    | Tadej Pogačar (SLO)        | 12.                   |
| 52                    | Juan Ayuso (ESP)           | DNF                   |
| 53                    | Marc Hirschi (SUI)         | 32.                   |
| 54                    | Vegard Stake Laengen (NOR) | 133.                  |
| 55                    | Jan Polanc (SLO)           | 48.                   |
| 56                    | Marc Soler (ESP)           | 63.                   |
| 57                    | Diego Ulissi (ITA)         | 29.                   |

| Ineos Grenadiers IGD | Ineos Grenadiers IGD         | Ineos Grenadiers IGD |
| -------------------- | ---------------------------- | -------------------- |
| Num                  | Ciclista                     | Pos                  |
| 61                   | Thomas Pidcock (GBR)         | DNF                  |
| 62                   | Laurens De Plus (BEL)        | DNF                  |
| 63                   | Omar Fraile (ESP) (estrada)  | DNF                  |
| 64                   | Michał Kwiatkowski (POL)     | 92.                  |
| 65                   | Daniel Felipe Martínez (COL) | 5.                   |
| 66                   | Carlos Rodríguez (ESP)       | 37.                  |
| 67                   | Geraint Thomas (GBR)         | 98.                  |

| Groupama-FDJ GFC | Groupama-FDJ GFC              | Groupama-FDJ GFC |
| ---------------- | ----------------------------- | ---------------- |
| Num              | Ciclista                      | Pos              |
| 71               | Rudy Molard (FRA)             | 8.               |
| 72               | Bruno Armirail (FRA)          | 107.             |
| 73               | Kevin Geniets (LUX) (estrada) | 44.              |
| 74               | Mathieu Ladagnous (FRA)       | 122.             |
| 75               | Quentin Pacher (FRA)          | 17.              |
| 76               | Sébastien Reichenbach (SUI)   | 30.              |
| 77               | Anthony Roux (FRA)            | 101.             |

| BikeExchange-Jayco BEX | BikeExchange-Jayco BEX        | BikeExchange-Jayco BEX |
| ---------------------- | ----------------------------- | ---------------------- |
| Num                    | Ciclista                      | Pos                    |
| 81                     | Michael Matthews (AUS)        | NP                     |
| 82                     | Alexandre Balmer (SUI)        | 120.                   |
| 83                     | Tsgabu Grmay (ETH)            | 103.                   |
| 84                     | Christopher Juul-Jensen (DEN) | 125.                   |
| 85                     | Jan Maas (NED)                | 121.                   |
| 86                     | Jesús David Peña (COL)        | 139.                   |
| 87                     | Nick Schultz (AUS)            | 14.                    |

| Bora-Hansgrohe BOH | Bora-Hansgrohe BOH             | Bora-Hansgrohe BOH |
| ------------------ | ------------------------------ | ------------------ |
| Num                | Ciclista                       | Pos                |
| 91                 | Aleksandr Vlasov (RUS)         | 3.                 |
| 92                 | Giovanni Aleotti (ITA)         | 97.                |
| 93                 | Cesare Benedetti (POL)         | 75.                |
| 94                 | Jai Hindley (AUS)              | 26.                |
| 95                 | Patrick Konrad (AUT) (estrada) | DNF                |
| 96                 | Ide Schelling (NED)            | 136.               |
| 97                 | Frederik Wandahl (DEN)         | 102.               |

| Trek-Segafredo TFS | Trek-Segafredo TFS       | Trek-Segafredo TFS |
| ------------------ | ------------------------ | ------------------ |
| Num                | Ciclista                 | Pos                |
| 101                | Bauke Mollema (NED)      | 21.                |
| 102                | Julien Bernard (FRA)     | 81.                |
| 103                | Gianluca Brambilla (ITA) | 36.                |
| 104                | Tony Gallopin (FRA)      | 82.                |
| 105                | Mattias Skjelmose (DEN)  | 18.                |
| 106                | Alexander Kamp (DEN)     | DNF                |
| 107                | Antwan Tolhoek (NED)     | 46.                |

| Alpecin-Fenix AFC | Alpecin-Fenix AFC       | Alpecin-Fenix AFC |
| ----------------- | ----------------------- | ----------------- |
| Num               | Ciclista                | Pos               |
| 111               | Xandro Meurisse (BEL)   | 35.               |
| 112               | Floris De Tier (BEL)    | 39.               |
| 113               | Jimmy Janssens (BEL)    | 110.              |
| 114               | Kristian Sbaragli (ITA) | 68.               |
| 115               | Robert Stannard (AUS)   | 70.               |
| 116               | Scott Thwaites (GBR)    | 124.              |
| 117               | Gianni Vermeersch (BEL) | 100.              |

| Astana Qazaqstan Team AST | Astana Qazaqstan Team AST        | Astana Qazaqstan Team AST |
| ------------------------- | -------------------------------- | ------------------------- |
| Num                       | Ciclista                         | Pos                       |
| 121                       | Vincenzo Nibali (ITA)            | 34.                       |
| 122                       | Leonardo Basso (ITA)             | DNF                       |
| 123                       | Stefan de Bod (RSA)              | 65.                       |
| 124                       | Yevgeniy Fedorov (KAZ) (estrada) | DNF                       |
| 125                       | Antonio Nibali (ITA)             | 128.                      |
| 126                       | Simone Velasco (ITA)             | 69.                       |
| 127                       | Andrey Zeits (KAZ)               | 31.                       |

| Intermarché-Wanty-Gobert Matériaux IWG | Intermarché-Wanty-Gobert Matériaux IWG | Intermarché-Wanty-Gobert Matériaux IWG |
| -------------------------------------- | -------------------------------------- | -------------------------------------- |
| Num                                    | Ciclista                               | Pos                                    |
| 131                                    | Domenico Pozzovivo (ITA)               | 15.                                    |
| 132                                    | Jan Bakelants (BEL)                    | 71.                                    |
| 133                                    | Théo Delacroix (FRA)                   | 131.                                   |
| 134                                    | Quinten Hermans (BEL)                  | 61.                                    |
| 135                                    | Laurens Huys (BEL)                     | DNF                                    |
| 136                                    | Simone Petilli (ITA)                   | 50.                                    |
| 137                                    | Georg Zimmermann (GER)                 | 60.                                    |

| Cofidis COF | Cofidis COF         | Cofidis COF |
| ----------- | ------------------- | ----------- |
| Num         | Ciclista            | Pos         |
| 141         | Ion Izagirre (ESP)  | 129.        |
| 142         | Simon Geschke (GER) | 49.         |
| 143         | Jesús Herrada (ESP) | 16.         |
| 144         | Victor Lafay (FRA)  | 22.         |
| 145         | Anthony Perez (FRA) | 93.         |
| 146         | Rémy Rochas (FRA)   | 90.         |
| 147         | Axel Zingle (FRA)   | 88.         |

| AG2R Citroën Team ACT | AG2R Citroën Team ACT        | AG2R Citroën Team ACT |
| --------------------- | ---------------------------- | --------------------- |
| Num                   | Ciclista                     | Pos                   |
| 151                   | Benoît Cosnefroy (FRA)       | 13.                   |
| 152                   | Mikaël Cherel (FRA)          | 87.                   |
| 153                   | Dorian Godon (FRA)           | 74.                   |
| 154                   | Bob Jungels (LUX)            | 78.                   |
| 155                   | Paul Lapeira (FRA)           | 138.                  |
| 156                   | Aurélien Paret-Peintre (FRA) | 73.                   |
| 157                   | Larry Warbasse (USA)         | 116.                  |

| Uno-X Pro Cycling Team UXT | Uno-X Pro Cycling Team UXT       | Uno-X Pro Cycling Team UXT |
| -------------------------- | -------------------------------- | -------------------------- |
| Num                        | Ciclista                         | Pos                        |
| 161                        | Tobias Halland Johannessen (NOR) | 20.                        |
| 162                        | Idar Andersen (NOR)              | DNF                        |
| 163                        | Fredrik Dversnes (NOR)           | 117.                       |
| 164                        | Morten Hulgaard (DEN)            | 123.                       |
| 165                        | Jacob Hindsgaul Madsen (DEN)     | DNF                        |
| 166                        | Torjus Sleen (NOR)               | DNF                        |
| 167                        | Jonas Gregaard (DEN)             | 59.                        |

| Bahrain Victorious TBV | Bahrain Victorious TBV  | Bahrain Victorious TBV |
| ---------------------- | ----------------------- | ---------------------- |
| Num                    | Ciclista                | Pos                    |
| 171                    | Wout Poels (NED)        | 25.                    |
| 172                    | Damiano Caruso (ITA)    | 96.                    |
| 173                    | Jack Haig (AUS)         | 41.                    |
| 174                    | Gino Mäder (SUI)        | 55.                    |
| 175                    | Luis León Sánchez (ESP) | 51.                    |
| 176                    | Dylan Teuns (BEL)       | 1.                     |
| 177                    | Stephen Williams (GBR)  | 99.                    |

| Team DSM DSM | Team DSM DSM               | Team DSM DSM |
| ------------ | -------------------------- | ------------ |
| Num          | Ciclista                   | Pos          |
| 181          | Søren Kragh Andersen (DEN) | 40.          |
| 182          | Romain Combaud (FRA)       | 89.          |
| 183          | Leon Heinschke (GER)       | 84.          |
| 184          | Joris Nieuwenhuis (NED)    | DNF          |
| 185          | Florian Stork (GER)        | 137.         |
| 186          | Henri Vandenabeele (BEL)   | 94.          |
| 187          | Kevin Vermaerke (USA)      | DNF          |

| TotalEnergies TEN | TotalEnergies TEN        | TotalEnergies TEN |
| ----------------- | ------------------------ | ----------------- |
| Num               | Ciclista                 | Pos               |
| 191               | Alexis Vuillermoz (FRA)  | 10.               |
| 192               | Jérémy Cabot (FRA)       | 38.               |
| 193               | Fabien Doubey (FRA)      | DNF               |
| 194               | Valentin Ferron (FRA)    | 109.              |
| 195               | Alan Jousseaume (FRA)    | 91.               |
| 196               | Paul Ourselin (FRA)      | 72.               |
| 197               | Cristián Rodríguez (ESP) | 45.               |

| EF Education-EasyPost EFE | EF Education-EasyPost EFE  | EF Education-EasyPost EFE |
| ------------------------- | -------------------------- | ------------------------- |
| Num                       | Ciclista                   | Pos                       |
| 201                       | Rigoberto Urán (COL)       | 42.                       |
| 202                       | Ruben Guerreiro (POR)      | 7.                        |
| 203                       | Alberto Bettiol (ITA)      | 127.                      |
| 204                       | Simon Carr (GBR)           | 108.                      |
| 205                       | Odd Christian Eiking (NOR) | 24.                       |
| 206                       | Ben Healy (IRL)            | 130.                      |
| 207                       | Neilson Powless (USA)      | 19.                       |

| Lotto-Soudal LTS | Lotto-Soudal LTS         | Lotto-Soudal LTS |
| ---------------- | ------------------------ | ---------------- |
| Num              | Ciclista                 | Pos              |
| 211              | Tim Wellens (BEL)        | 23.              |
| 212              | Thomas De Gendt (BEL)    | DNF              |
| 213              | Sébastien Grignard (BEL) | 132.             |
| 214              | Matthew Holmes (GBR)     | 77.              |
| 215              | Andreas Kron (DEN)       | NP               |
| 216              | Sylvain Moniquet (BEL)   | 28.              |
| 217              | Viktor Verschaeve (BEL)  | 95.              |

| Sport Vlaanderen-Baloise SVB | Sport Vlaanderen-Baloise SVB | Sport Vlaanderen-Baloise SVB |
| ---------------------------- | ---------------------------- | ---------------------------- |
| Num                          | Ciclista                     | Pos                          |
| 221                          | Jenno Berckmoes (BEL)        | 115.                         |
| 222                          | Ruben Apers (BEL)            | 135.                         |
| 223                          | Kamiel Bonneu (BEL)          | 27.                          |
| 224                          | Gilles De Wilde (BEL)        | 140.                         |
| 225                          | Rune Herregodts (BEL)        | DNF                          |
| 226                          | Jens Reynders (BEL)          | DNF                          |
| 227                          | Aaron Van Poucke (BEL)       | DNF                          |

| Bingoal Pauwels Sauces WB BWB | Bingoal Pauwels Sauces WB BWB | Bingoal Pauwels Sauces WB BWB |
| ----------------------------- | ----------------------------- | ----------------------------- |
| Num                           | Ciclista                      | Pos                           |
| 231                           | Mathijs Paasschens (NED)      | DNF                           |
| 232                           | Johan Meens (BEL)             | DNF                           |
| 233                           | Rémy Mertz (BEL)              | DNF                           |
| 234                           | Kenny Molly (BEL)             | 76.                           |
| 235                           | Tom Paquot (BEL)              | 118.                          |
| 236                           | Marco Tizza (ITA)             | 126.                          |
| 237                           | Luc Wirtgen (LUX)             | DNF                           |

| B&B Hotels-KTM BBK | B&B Hotels-KTM BBK     | B&B Hotels-KTM BBK |
| ------------------ | ---------------------- | ------------------ |
| Num                | Ciclista               | Pos                |
| 241                | Franck Bonnamour (FRA) | DNF                |
| 242                | Alan Boileau (FRA)     | DNF                |
| 243                | Cyril Gautier (FRA)    | DNF                |
| 244                | Jonathan Hivert (FRA)  | 67.                |
| 245                | Victor Koretzky (FRA)  | 56.                |
| 246                | Eliot Lietaer (BEL)    | 79.                |
| 247                | Pierre Rolland (FRA)   | 114.               |

| Quick-Step Alpha Vinyl QST | Quick-Step Alpha Vinyl QST         | Quick-Step Alpha Vinyl QST |
| -------------------------- | ---------------------------------- | -------------------------- |
| Num                        | Ciclista                           | Pos                        |
| 1                          | Julian Alaphilippe (FRA) (estrada) | 4.                         |
| 2                          | Remco Evenepoel (BEL)              | 43.                        |
| 3                          | Pieter Serry (BEL)                 | DNF                        |
| 4                          | Mauri Vansevenant (BEL)            | 64.                        |
| 5                          | Stan Van Tricht (BEL)              | DNF                        |
| 6                          | Ilan Van Wilder (BEL)              | 80.                        |
| 7                          | Louis Vervaeke (BEL)               | 104.                       |

| Jumbo-Visma TJV | Jumbo-Visma TJV        | Jumbo-Visma TJV |
| --------------- | ---------------------- | --------------- |
| Num             | Ciclista               | Pos             |
| 11              | Jonas Vingegaard (DEN) | DNF             |
| 12              | Tiesj Benoot (BEL)     | 11.             |
| 13              | Pascal Eenkhoorn (NED) | 111.            |
| 14              | Robert Gesink (NED)    | 58.             |
| 15              | Michel Hessmann (GER)  | 134.            |
| 16              | Gijs Leemreize (NED)   | 52.             |
| 17              | Jos van Emden (NED)    | 112.            |

| Movistar Team MOV | Movistar Team MOV        | Movistar Team MOV |
| ----------------- | ------------------------ | ----------------- |
| Num               | Ciclista                 | Pos               |
| 21                | Alejandro Valverde (ESP) | 2.                |
| 22                | Gorka Izagirre (ESP)     | 62.               |
| 23                | Oier Lazkano (ESP)       | DNF               |
| 24                | Lluís Mas (ESP)          | 86.               |
| 25                | Enric Mas (ESP)          | 33.               |
| 26                | Gregor Mühlberger (AUT)  | 105.              |
| 27                | Carlos Verona (ESP)      | 57.               |

| Israel-Premier Tech IPT | Israel-Premier Tech IPT          | Israel-Premier Tech IPT |
| ----------------------- | -------------------------------- | ----------------------- |
| Num                     | Ciclista                         | Pos                     |
| 31                      | Michael Woods (CAN)              | 6.                      |
| 32                      | Jenthe Biermans (BEL)            | DNF                     |
| 33                      | Guillaume Boivin (CAN) (estrada) | DNF                     |
| 34                      | Jakob Fuglsang (DEN)             | 53.                     |
| 35                      | Reto Hollenstein (SUI)           | 119.                    |
| 36                      | Hugo Houle (CAN)                 | 54.                     |
| 37                      | Daryl Impey (RSA)                | 113.                    |

| Arkéa-Samsic ARK | Arkéa-Samsic ARK        | Arkéa-Samsic ARK |
| ---------------- | ----------------------- | ---------------- |
| Num              | Ciclista                | Pos              |
| 41               | Warren Barguil (FRA)    | 9.               |
| 42               | Winner Anacona (COL)    | 85.              |
| 43               | Anthony Delaplace (FRA) | 66.              |
| 44               | Élie Gesbert (FRA)      | 47.              |
| 45               | Simon Guglielmi (FRA)   | 106.             |
| 46               | Łukasz Owsian (POL)     | 83.              |
| 47               | Alan Riou (FRA)         | DNF              |

| UAE Team Emirates UAD | UAE Team Emirates UAD      | UAE Team Emirates UAD |
| --------------------- | -------------------------- | --------------------- |
| Num                   | Ciclista                   | Pos                   |
| 51                    | Tadej Pogačar (SLO)        | 12.                   |
| 52                    | Juan Ayuso (ESP)           | DNF                   |
| 53                    | Marc Hirschi (SUI)         | 32.                   |
| 54                    | Vegard Stake Laengen (NOR) | 133.                  |
| 55                    | Jan Polanc (SLO)           | 48.                   |
| 56                    | Marc Soler (ESP)           | 63.                   |
| 57                    | Diego Ulissi (ITA)         | 29.                   |

| Ineos Grenadiers IGD | Ineos Grenadiers IGD         | Ineos Grenadiers IGD |
| -------------------- | ---------------------------- | -------------------- |
| Num                  | Ciclista                     | Pos                  |
| 61                   | Thomas Pidcock (GBR)         | DNF                  |
| 62                   | Laurens De Plus (BEL)        | DNF                  |
| 63                   | Omar Fraile (ESP) (estrada)  | DNF                  |
| 64                   | Michał Kwiatkowski (POL)     | 92.                  |
| 65                   | Daniel Felipe Martínez (COL) | 5.                   |
| 66                   | Carlos Rodríguez (ESP)       | 37.                  |
| 67                   | Geraint Thomas (GBR)         | 98.                  |

| Groupama-FDJ GFC | Groupama-FDJ GFC              | Groupama-FDJ GFC |
| ---------------- | ----------------------------- | ---------------- |
| Num              | Ciclista                      | Pos              |
| 71               | Rudy Molard (FRA)             | 8.               |
| 72               | Bruno Armirail (FRA)          | 107.             |
| 73               | Kevin Geniets (LUX) (estrada) | 44.              |
| 74               | Mathieu Ladagnous (FRA)       | 122.             |
| 75               | Quentin Pacher (FRA)          | 17.              |
| 76               | Sébastien Reichenbach (SUI)   | 30.              |
| 77               | Anthony Roux (FRA)            | 101.             |

| BikeExchange-Jayco BEX | BikeExchange-Jayco BEX        | BikeExchange-Jayco BEX |
| ---------------------- | ----------------------------- | ---------------------- |
| Num                    | Ciclista                      | Pos                    |
| 81                     | Michael Matthews (AUS)        | NP                     |
| 82                     | Alexandre Balmer (SUI)        | 120.                   |
| 83                     | Tsgabu Grmay (ETH)            | 103.                   |
| 84                     | Christopher Juul-Jensen (DEN) | 125.                   |
| 85                     | Jan Maas (NED)                | 121.                   |
| 86                     | Jesús David Peña (COL)        | 139.                   |
| 87                     | Nick Schultz (AUS)            | 14.                    |

| Bora-Hansgrohe BOH | Bora-Hansgrohe BOH             | Bora-Hansgrohe BOH |
| ------------------ | ------------------------------ | ------------------ |
| Num                | Ciclista                       | Pos                |
| 91                 | Aleksandr Vlasov (RUS)         | 3.                 |
| 92                 | Giovanni Aleotti (ITA)         | 97.                |
| 93                 | Cesare Benedetti (POL)         | 75.                |
| 94                 | Jai Hindley (AUS)              | 26.                |
| 95                 | Patrick Konrad (AUT) (estrada) | DNF                |
| 96                 | Ide Schelling (NED)            | 136.               |
| 97                 | Frederik Wandahl (DEN)         | 102.               |

| Trek-Segafredo TFS | Trek-Segafredo TFS       | Trek-Segafredo TFS |
| ------------------ | ------------------------ | ------------------ |
| Num                | Ciclista                 | Pos                |
| 101                | Bauke Mollema (NED)      | 21.                |
| 102                | Julien Bernard (FRA)     | 81.                |
| 103                | Gianluca Brambilla (ITA) | 36.                |
| 104                | Tony Gallopin (FRA)      | 82.                |
| 105                | Mattias Skjelmose (DEN)  | 18.                |
| 106                | Alexander Kamp (DEN)     | DNF                |
| 107                | Antwan Tolhoek (NED)     | 46.                |

| Alpecin-Fenix AFC | Alpecin-Fenix AFC       | Alpecin-Fenix AFC |
| ----------------- | ----------------------- | ----------------- |
| Num               | Ciclista                | Pos               |
| 111               | Xandro Meurisse (BEL)   | 35.               |
| 112               | Floris De Tier (BEL)    | 39.               |
| 113               | Jimmy Janssens (BEL)    | 110.              |
| 114               | Kristian Sbaragli (ITA) | 68.               |
| 115               | Robert Stannard (AUS)   | 70.               |
| 116               | Scott Thwaites (GBR)    | 124.              |
| 117               | Gianni Vermeersch (BEL) | 100.              |

| Astana Qazaqstan Team AST | Astana Qazaqstan Team AST        | Astana Qazaqstan Team AST |
| ------------------------- | -------------------------------- | ------------------------- |
| Num                       | Ciclista                         | Pos                       |
| 121                       | Vincenzo Nibali (ITA)            | 34.                       |
| 122                       | Leonardo Basso (ITA)             | DNF                       |
| 123                       | Stefan de Bod (RSA)              | 65.                       |
| 124                       | Yevgeniy Fedorov (KAZ) (estrada) | DNF                       |
| 125                       | Antonio Nibali (ITA)             | 128.                      |
| 126                       | Simone Velasco (ITA)             | 69.                       |
| 127                       | Andrey Zeits (KAZ)               | 31.                       |

| Intermarché-Wanty-Gobert Matériaux IWG | Intermarché-Wanty-Gobert Matériaux IWG | Intermarché-Wanty-Gobert Matériaux IWG |
| -------------------------------------- | -------------------------------------- | -------------------------------------- |
| Num                                    | Ciclista                               | Pos                                    |
| 131                                    | Domenico Pozzovivo (ITA)               | 15.                                    |
| 132                                    | Jan Bakelants (BEL)                    | 71.                                    |
| 133                                    | Théo Delacroix (FRA)                   | 131.                                   |
| 134                                    | Quinten Hermans (BEL)                  | 61.                                    |
| 135                                    | Laurens Huys (BEL)                     | DNF                                    |
| 136                                    | Simone Petilli (ITA)                   | 50.                                    |
| 137                                    | Georg Zimmermann (GER)                 | 60.                                    |

| Cofidis COF | Cofidis COF         | Cofidis COF |
| ----------- | ------------------- | ----------- |
| Num         | Ciclista            | Pos         |
| 141         | Ion Izagirre (ESP)  | 129.        |
| 142         | Simon Geschke (GER) | 49.         |
| 143         | Jesús Herrada (ESP) | 16.         |
| 144         | Victor Lafay (FRA)  | 22.         |
| 145         | Anthony Perez (FRA) | 93.         |
| 146         | Rémy Rochas (FRA)   | 90.         |
| 147         | Axel Zingle (FRA)   | 88.         |

| AG2R Citroën Team ACT | AG2R Citroën Team ACT        | AG2R Citroën Team ACT |
| --------------------- | ---------------------------- | --------------------- |
| Num                   | Ciclista                     | Pos                   |
| 151                   | Benoît Cosnefroy (FRA)       | 13.                   |
| 152                   | Mikaël Cherel (FRA)          | 87.                   |
| 153                   | Dorian Godon (FRA)           | 74.                   |
| 154                   | Bob Jungels (LUX)            | 78.                   |
| 155                   | Paul Lapeira (FRA)           | 138.                  |
| 156                   | Aurélien Paret-Peintre (FRA) | 73.                   |
| 157                   | Larry Warbasse (USA)         | 116.                  |

| Uno-X Pro Cycling Team UXT | Uno-X Pro Cycling Team UXT       | Uno-X Pro Cycling Team UXT |
| -------------------------- | -------------------------------- | -------------------------- |
| Num                        | Ciclista                         | Pos                        |
| 161                        | Tobias Halland Johannessen (NOR) | 20.                        |
| 162                        | Idar Andersen (NOR)              | DNF                        |
| 163                        | Fredrik Dversnes (NOR)           | 117.                       |
| 164                        | Morten Hulgaard (DEN)            | 123.                       |
| 165                        | Jacob Hindsgaul Madsen (DEN)     | DNF                        |
| 166                        | Torjus Sleen (NOR)               | DNF                        |
| 167                        | Jonas Gregaard (DEN)             | 59.                        |

| Bahrain Victorious TBV | Bahrain Victorious TBV  | Bahrain Victorious TBV |
| ---------------------- | ----------------------- | ---------------------- |
| Num                    | Ciclista                | Pos                    |
| 171                    | Wout Poels (NED)        | 25.                    |
| 172                    | Damiano Caruso (ITA)    | 96.                    |
| 173                    | Jack Haig (AUS)         | 41.                    |
| 174                    | Gino Mäder (SUI)        | 55.                    |
| 175                    | Luis León Sánchez (ESP) | 51.                    |
| 176                    | Dylan Teuns (BEL)       | 1.                     |
| 177                    | Stephen Williams (GBR)  | 99.                    |

| Team DSM DSM | Team DSM DSM               | Team DSM DSM |
| ------------ | -------------------------- | ------------ |
| Num          | Ciclista                   | Pos          |
| 181          | Søren Kragh Andersen (DEN) | 40.          |
| 182          | Romain Combaud (FRA)       | 89.          |
| 183          | Leon Heinschke (GER)       | 84.          |
| 184          | Joris Nieuwenhuis (NED)    | DNF          |
| 185          | Florian Stork (GER)        | 137.         |
| 186          | Henri Vandenabeele (BEL)   | 94.          |
| 187          | Kevin Vermaerke (USA)      | DNF          |

| TotalEnergies TEN | TotalEnergies TEN        | TotalEnergies TEN |
| ----------------- | ------------------------ | ----------------- |
| Num               | Ciclista                 | Pos               |
| 191               | Alexis Vuillermoz (FRA)  | 10.               |
| 192               | Jérémy Cabot (FRA)       | 38.               |
| 193               | Fabien Doubey (FRA)      | DNF               |
| 194               | Valentin Ferron (FRA)    | 109.              |
| 195               | Alan Jousseaume (FRA)    | 91.               |
| 196               | Paul Ourselin (FRA)      | 72.               |
| 197               | Cristián Rodríguez (ESP) | 45.               |

| EF Education-EasyPost EFE | EF Education-EasyPost EFE  | EF Education-EasyPost EFE |
| ------------------------- | -------------------------- | ------------------------- |
| Num                       | Ciclista                   | Pos                       |
| 201                       | Rigoberto Urán (COL)       | 42.                       |
| 202                       | Ruben Guerreiro (POR)      | 7.                        |
| 203                       | Alberto Bettiol (ITA)      | 127.                      |
| 204                       | Simon Carr (GBR)           | 108.                      |
| 205                       | Odd Christian Eiking (NOR) | 24.                       |
| 206                       | Ben Healy (IRL)            | 130.                      |
| 207                       | Neilson Powless (USA)      | 19.                       |

| Lotto-Soudal LTS | Lotto-Soudal LTS         | Lotto-Soudal LTS |
| ---------------- | ------------------------ | ---------------- |
| Num              | Ciclista                 | Pos              |
| 211              | Tim Wellens (BEL)        | 23.              |
| 212              | Thomas De Gendt (BEL)    | DNF              |
| 213              | Sébastien Grignard (BEL) | 132.             |
| 214              | Matthew Holmes (GBR)     | 77.              |
| 215              | Andreas Kron (DEN)       | NP               |
| 216              | Sylvain Moniquet (BEL)   | 28.              |
| 217              | Viktor Verschaeve (BEL)  | 95.              |

| Sport Vlaanderen-Baloise SVB | Sport Vlaanderen-Baloise SVB | Sport Vlaanderen-Baloise SVB |
| ---------------------------- | ---------------------------- | ---------------------------- |
| Num                          | Ciclista                     | Pos                          |
| 221                          | Jenno Berckmoes (BEL)        | 115.                         |
| 222                          | Ruben Apers (BEL)            | 135.                         |
| 223                          | Kamiel Bonneu (BEL)          | 27.                          |
| 224                          | Gilles De Wilde (BEL)        | 140.                         |
| 225                          | Rune Herregodts (BEL)        | DNF                          |
| 226                          | Jens Reynders (BEL)          | DNF                          |
| 227                          | Aaron Van Poucke (BEL)       | DNF                          |

| Bingoal Pauwels Sauces WB BWB | Bingoal Pauwels Sauces WB BWB | Bingoal Pauwels Sauces WB BWB |
| ----------------------------- | ----------------------------- | ----------------------------- |
| Num                           | Ciclista                      | Pos                           |
| 231                           | Mathijs Paasschens (NED)      | DNF                           |
| 232                           | Johan Meens (BEL)             | DNF                           |
| 233                           | Rémy Mertz (BEL)              | DNF                           |
| 234                           | Kenny Molly (BEL)             | 76.                           |
| 235                           | Tom Paquot (BEL)              | 118.                          |
| 236                           | Marco Tizza (ITA)             | 126.                          |
| 237                           | Luc Wirtgen (LUX)             | DNF                           |

| B&B Hotels-KTM BBK | B&B Hotels-KTM BBK     | B&B Hotels-KTM BBK |
| ------------------ | ---------------------- | ------------------ |
| Num                | Ciclista               | Pos                |
| 241                | Franck Bonnamour (FRA) | DNF                |
| 242                | Alan Boileau (FRA)     | DNF                |
| 243                | Cyril Gautier (FRA)    | DNF                |
| 244                | Jonathan Hivert (FRA)  | 67.                |
| 245                | Victor Koretzky (FRA)  | 56.                |
| 246                | Eliot Lietaer (BEL)    | 79.                |
| 247                | Pierre Rolland (FRA)   | 114.               |

Convenções:
- AB: Abandono
- FLT: Retiro por chegada fora do limite de tempo
- NTS: Não tomou a saída
- DES: Desclassificado ou expulsado

## UCI World Ranking
A Flecha Valona outorgou pontos para o UCI World Ranking para corredores das equipas nas categorias UCI WorldTeam, UCI ProTeam e Continental. As seguintes tabelas são o barómetro de pontuação e os dez corredores que obtiveram mais pontos:
| Posição   | 1.º | 2.º | 3.º | 4.º | 5.º | 6.º | 7.º | 8.º | 9.º | 10.º | 11.º | 12.º | 13.º | 14.º | 15.º | 16.º-20.º | 21.º-30.º | 31.º-50.º | 51.º-55.º | 56.º-60.º |
| Pontuação | 400 | 320 | 260 | 220 | 180 | 140 | 120 | 100 | 80  | 68   | 56   | 48   | 40   | 32   | 28   | 24        | 16        | 8         | 4         | 2         |

| Classificação |                        |                        |        |
| Posição       | Ciclista               | Equipa                 | Pontos |
| ------------- | ---------------------- | ---------------------- | ------ |
| 1.º           | Dylan Teuns            | Bahrain Victorious     | 400    |
| 2.º           | Alejandro Valverde     | Movistar               | 320    |
| 3.º           | Aleksandr Vlasov       | Bora-Hansgrohe         | 260    |
| 4.º           | Julian Alaphilippe     | Quick-Step Alpha Vinyl | 220    |
| 5.º           | Daniel Felipe Martínez | Ineos Grenadiers       | 180    |
| 6.º           | Michael Woods          | Israel-Premier Tech    | 140    |
| 7.º           | Ruben Guerreiro        | EF Education-EasyPost  | 120    |
| 8.º           | Rudy Molard            | Groupama-FDJ           | 100    |
| 9.º           | Warren Barguil         | Arkéa Samsic           | 80     |
| 10.º          | Alexis Vuillermoz      | TotalEnergies          | 68     |